# رايموندو ليرة
رايموندو ليرة هو سياسي برازيلي، ولد في 16 ديسمبر 1943 في Cajazeiras ‏ في البرازيل. نشط حزبياً في Democratic Social Party ‏. في 1986 Brazilian parliamentary election ‏، انتخب عضو مجلس الشيوخ من البرازيل ‏ عن دائرة Paraíba ‏ وقد انضم خلال فترته النيابية ‏ للكتلة البرلمانية Social Democratic Party (Brazil, 2011) ‏.